# Hans Fritz von Zwehl
Hans Fritz von Zwehl (* 7. September 1883 in Berlin; † 2. Mai 1966 bei Neapel) war ein deutscher Jurist und Dramatiker.

## Leben
Hans Fritz war der Sohn des späteren preußischen Generals der Infanterie Johann von Zwehl und dessen Ehefrau Ida, geborene Reissert (* 1861). In den Jahren 1900/04 studierte er an der Georg-August-Universität Göttingen, der Rheinischen Friedrich-Wilhelms-Universität Bonn, der Universität Genf und der Universität Oxford Rechtswissenschaften und Sprachen und schloss sein Studium mit einer Promotion bei Ernst Zitelmann ab. In Hannover arbeitete Zwehl seit 1909 als Anwalt und betätigte sich zudem als Schriftsteller. Am Ersten Weltkrieg nahm er als Leutnant der Reserve in einem Ulanenregiment teil. Für sein tapferes Verhalten als Stoßtruppführer bei dem Eindringen in die englische Hauptstellung nördlich von Boursies im Februar 1918 wurde von Zwehl im Divisionsbefehl der 119. Infanterie-Division erwähnt.
Nach Kriegsende arbeitete er als Anwalt in Berlin.
Auf dem Kongress der Confédération Internationale des Sociétés d’Auteurs et Compositeurs (Internationaler Verband der Gesellschaften der Schriftsteller und Komponisten) 1935 in Sevilla wurde von Zwehl für eine Amtszeit von fünf Jahren zum Sekretär gewählt.
Nach dem Zweiten Weltkrieg arbeitete Zwehl als Anwalt in Frankfurt am Main.
Hans Fritz von Zwehl starb am 2. Mai 1966 während eines Urlaubes in der Nähe von Neapel.

## Werk
Hans Fritz von Zwehls Dramen sind der Neuromantik zuzuordnen, wobei er sich um eine künstlerisch vollendete Formung der Sprache bemüht, die an Rilke erinnert. Zwehl knüpft an frühere Überlieferungen an, ohne sich jedoch ins Mystische zu bewegen. Seine lyrisch gestimmten Dramen kamen an größeren Bühnen zur Aufführung. Einige Gedichte von Zwehl wurden von dem finnischen Komponisten Yrjö Kilpinen vertont.

## Schauspiele (Auswahl)
- Sturm aus Süden. UA 1906.
- Die schöne Mirjam. UA 1909.
- Opal. UA 1916.
- Charybdis. UA 1918.
- Godiva. UA 1920.
- Die Hochzeit von Eccloo. UA 1925.
- Aufruhr in Flandern. UA 1933.
- Frühjahrs-Offensive. 1935 (auch Unternehmen Michael und Frühlingsschlacht genannt), 1937 mit Heinrich George verfilmt, siehe Unternehmen Michael
- Die Kinder von Hameln. UA 1938.
- Zwischen den Schlachten. UA 1940.

## Lyrik
- Liebe, Krieg, Ferne, Einsamkeit, 1932.

## Juristische Publikationen
- Der Trödelvertrag nach Gemeinem und Deutschen Bürgerlichem Recht. Dissertation. C. Georgi, Bonn 1908.
- mit Hermann Voss, Bernhard Danckelmann: Kriegs- und Besatzungsschädensrecht (= Die WK-Reihe. Der Wirtschafts-Kommentar. Heft 124). Verlag Kommentator, Frankfurt am Main 1955.